# Plac Zbawiciela

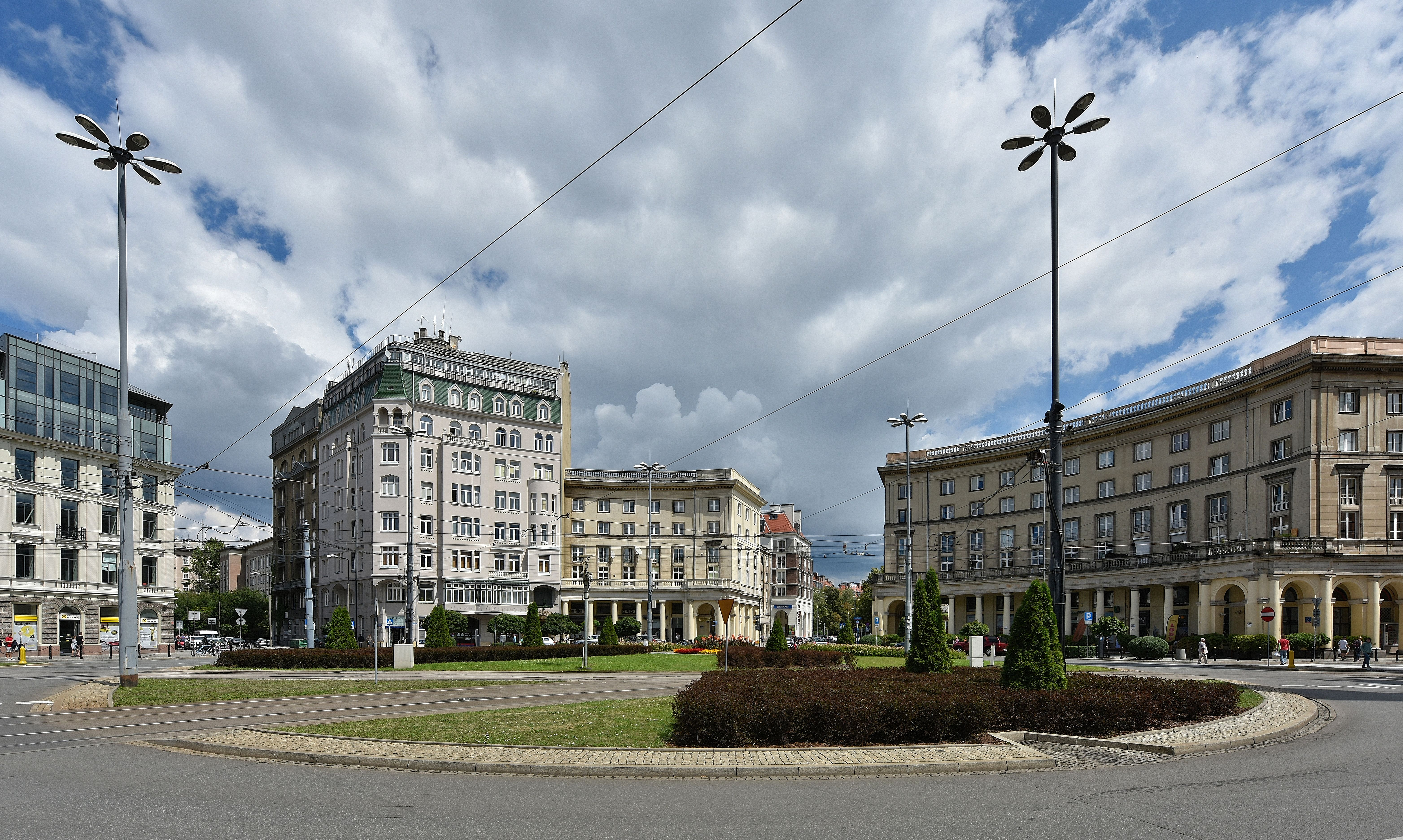
Quảng trường Cứu tinh ở Warsaw

Plac Zbawiciela (bằng tiếng Anh, Savior Square) là một quảng trường hình tròn ở trung tâm thủ đô Warsaw của Ba Lan.
Quảng trường ban đầu được thiết kế bởi người làm vườn hoàng gia sống vào thế kỷ 18 - Johann Christian Schuch như một phần của khu vườn hoàng gia.
Nằm về phía nam của phố Marszałkowska, gần Công viên Nhà tắm Hoàng gia, quảng trường được đặt theo tên của Nhà thờ Cứu thế, được xây dựng vào năm 1901, và nằm ở khu vực phía nam của quảng trường.
Quảng trường được giao nhau bởi ba con phố: Marszałkowska, Mokotowska và Nowowiejskaiêu Aleja Wyzwolenia. Trung tâm của nó là một bùng binh được bao quanh bởi một vòng các tòa nhà bao gồm các cửa hàng, các văn phòng và nhà ở, cũng như là các nhà thờ.
Quảng trường là bối cảnh và địa điểm quay phim chính cho bộ phim phát hành năm 2006 của Krzysztof Krauze, Plac Zbawiciela.

Bản cài đặt nghệ thuật Tęcza đã được cài đặt ở đây vào mùa hè 2012, đây là một chủ đề gây tranh cãi. 